# Formules de Binet
Pour les articles homonymes, voir Binet.
Ne pas confondre avec la formule de Binet sur la suite de Fibonacci.
 (mai 2022).
Si vous disposez d'ouvrages ou d'articles de référence ou si vous connaissez des sites web de qualité traitant du thème abordé ici, merci de compléter l'article en donnant les références utiles à sa vérifiabilité et en les liant à la section « Notes et références ».
En physique, en mécanique classique, les formules de Binet sont des expressions de la vitesse et de l'accélération d'un corps soumis à une force centrale telle que la gravitation ou un champ électrostatique. Elles ont été introduites par Jacques Binet[réf. nécessaire].
Elles permettent d'exprimer, en coordonnées polaires, la position d'un mobile en fonction de l'inverse du rayon vecteur et de ses dérivées par rapport à l'angle formé par celui-ci. En effet, l'expression en fonction du temps est beaucoup plus difficile à établir. En particulier, les formules de Binet permettent de démontrer que, dans un champ de force centrale en {\displaystyle {\frac {K}{r^{2}}}}, les trajectoires sont des coniques.

## Formules de Binet
On considère tout d'abord le cas attractif. En posant {\displaystyle \ \ u:={\frac {1}{r}}\ \ }, en notant {\displaystyle \ \ {\dot {x}}:={\frac {dx}{dt}}\ \ },  {\displaystyle \ \ x':={\frac {dx}{d\theta }}\ \ }  , et en exprimant {\displaystyle C=r^{2}{\dot {\theta }}={\frac {L_{O}}{m}}\;} la constante des aires, d'après la seconde loi de Kepler, on peut montrer que :
{\displaystyle {\vec {v}}=-Cu'\;{\vec {e_{r}}}+Cu\;{\vec {e_{\theta }}}} ;
{\displaystyle {\vec {a}}=-C^{2}u^{2}\left(u''+u\right)\;{\vec {e_{r}}}}.
L'accélération est donc radiale comme la force à laquelle est soumise le corps. Dans le cas répulsif, les composantes selon er seraient positives, le corps étudié s'éloignerait du centre de force.

## Trajectoires coniques
On considère ici le cas attractif, le cas répulsif donnant exactement le même résultat. En utilisant la seconde loi de Newton, on a :
{\displaystyle m{\vec {a}}={\frac {-K}{r^{2}}}\;{\vec {e_{r}}}=-u^{2}K\;{\vec {e_{r}}}}.
En insérant l'expression de l'accélération et en remplaçant {\displaystyle {\frac {1}{r}}} par {\displaystyle u}, puis enfin en projetant selon {\displaystyle {\vec {e_{r}}}}, on a :
{\displaystyle mC^{2}\left(u''+u\right)=K}, soit encore :
{\displaystyle u''+u={\frac {K}{mC^{2}}}}.
Cette équation différentielle s'intègre facilement : c'est un oscillateur harmonique. On obtient :
{\displaystyle u(\theta )=A\cos(\theta +\phi )+B}, avec {\displaystyle B={\frac {K}{mC^{2}}}}
En revenant à l'expression de r, on a :
{\displaystyle r(\theta )={\frac {1}{B+A\cos(\theta +\phi )}}}.
En exprimant le paramètre {\displaystyle p={\frac {mC^{2}}{K}}} et l'excentricité {\displaystyle e=pA} on obtient :
{\displaystyle r(\theta )={\frac {p}{1+e\cos(\theta +\phi )}}}.
C'est bien l'expression d'une conique en coordonnées polaires, dont la nature exacte - parabole, hyperbole ou ellipse - dépend des conditions initiales.